# فرودگاه گریمزی
فرودگاه گریمزی (به انگلیسی: Grímsey Airport) (به زبان بومی: Grímseyjarflugvöllur) یک فرودگاه همگانی با کد یاتا GRY است که یک باند فرود آسفالت دارد و طول باند آن ۱۰۳۰ متر است. این فرودگاه در کشور ایسلند قرار دارد و در ارتفاع ۲۵ متری از سطح دریا واقع شده است.

## شرکت‌های هواپیمایی و مقصدهای پروازی
The airport has one destination, آکوریری attainable with Norlandair:
- 15 June until 20 August, 7 days/week,
- Winter: Sunday, Tuesday, and Friday.

| شرکت‌های هواپیمایی | مقصدهای پروازی |
| ----------------- | -------------- |
| Norlandair        | آکوریری        |